# 永安 (西夏)
永安（えいあん）は西夏の崇宗の治世で用いられた元号。1098年 - 1100年。

## 西暦・干支との対照表
| 永安 | 元年   | 2年    | 3年    |
| 西暦 | 1098年 | 1099年 | 1100年 |
| 干支 | 戊寅   | 己卯   | 庚辰   |